# Perodicticins
Els perodicticins (Perodicticinae) són una subfamília de lorísids que inclou 3 gèneres i 4 espècies de primats africans. Tenen una cua i un dit índex vestigials, i el seu musell és puntegut, i les orelles i els ulls són grossos. El seu pelatge és dens, marró i llanós.

## Classificació taxonòmica
- Família Lorisidae
  - Subfamília Perodicticinae
    - Gènere Arctocebus
      - Anguatib daurat (Arctocebus aureus)
      - Anguatib daurat de Calabar (Arctocebus calabarensis)

    - Gènere Perodicticus
      - Poto (Perodicticus potto)

    - Gènere Pseudopotto
      - Fals poto (Pseudopotto martini)